# Garcin-Syndrom
Das Garcin-Syndrom (auch: Guillain-Garcin-Syndrom, Halbbasis-Syndrom) ist eine neurologische Erkrankung, bei der es zu einer einseitige Lähmung an der Schädelbasis kommt. Betroffen sind die Hirnnerven V-XII
, wobei in der Fachliteratur selten auch die Hirnnerven I–V mit aufgezählt werden. Ursache sind entzündliche Prozesse oder Tumoren (zum Beispiel Epipharynxtumoren, Ewing-Knochensarkom, basale Meningitis) einer Hälfte der Schädelbasis.